# Tarascosaurus salluvicus
Tarascosaurus salluvicus es la única especie conocida del género Tarascosaurus de dinosaurio terópodo abelisauroideo, que vivió a finales del Cretácico, hace aproximadamente entre 83 y 71 millones de años, durante el Campaniense, en lo que hoy es Europa.  El nombre del género proviene de Tarasque, un dragón de la mitología de la región de Provenza, al sur de Francia. La especie se nombró en honor de los Salluvianos, tribu gala de los alrededores de Marsella. Se calcula que Tarascosaurus medía aproximadamente entre 7 y 9 metros de largo. Es conocido por unos pocos restos fósiles fragmentarios, entre los que se encuentran unas cuantas vértebras caudales y dorsales, dientes y un fémur (holotipo).

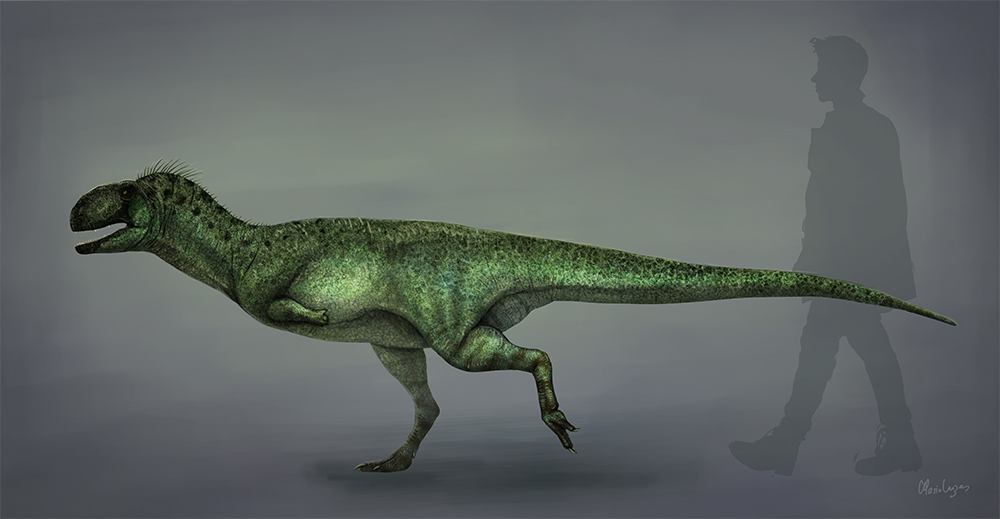
Restauración de 2020 Tarascosaurus.

La especie fue nombrada y descrita en 1991, descubierto en el sinclinal de Le Beausset, en Francia. Fue el primerterópodo asignado a los  abelisáurido en ser descubierto en el hemisferio norte. Se lo clasifica dentro de los abelisáuridos debido al cuello del fémur, que es recto, y a la estructura cavernosa de las vértebras dorsales. Después de haber identificado en 1988 un hueso de la mandíbula superior encontrado cerca de Pourcieux como perteneciente a un miembro de Abelisauridae, el paleontólogo francés Éric Buffetaut revisó los restos conocidos de terópodos más grandes encontrados en el Cretácico superior de Europa y concluyó que todos eran afines a los abelisáuridos. La mayoría de estos fósiles, antes llamados Megalosaurus pannoniensis, Megalosaurus hungaricus y Megalosaurus lonzeensis, los consideró dudosos debido a la escasez de material. Sin embargo, cuando en la colección de la Universidad de Lyon descubrió algunos huesos de terópodos una vez excavados por un coleccionista desconocido en una escarpa de un lugar llamado Lambeau du Beausset, en el " sinclinal de Le Beausset ", Buffetaut y Jean Le Loeuff los nombraron y describieron en 1991 como la especie tipo Tarascosaurus salluvicus.

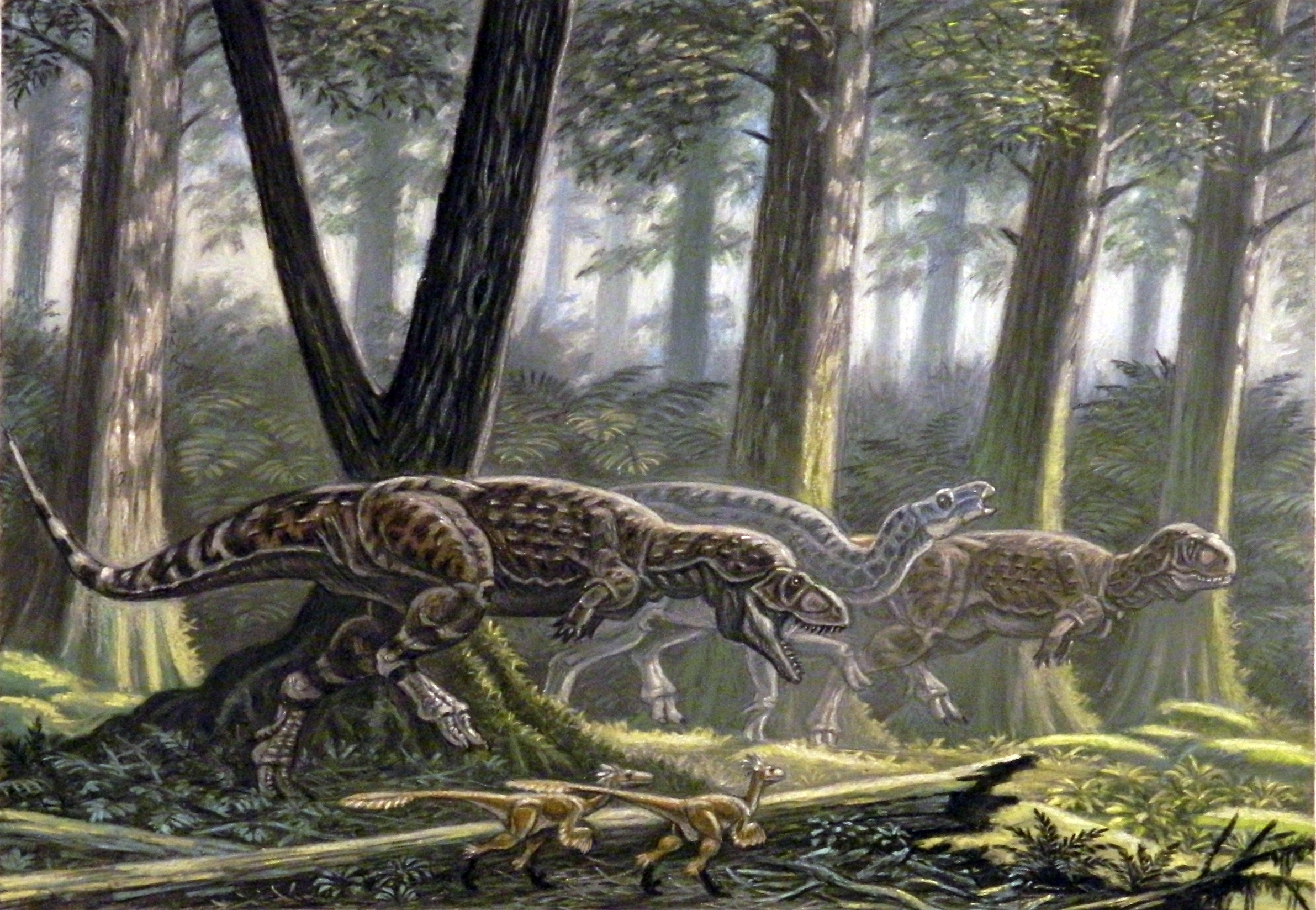
Restauración de dos Tarascosaurus persiguiendo un iguanodontido.

El holotipo PSL 330201 se encontró en los Lechos Fuvelianos, que datan del Campaniense inferior. Consiste en la parte superior de un fémur, de 22 centímetros de largo. PSL 330202, que consta de dos vértebras dorsales, se convirtió en un paratipo, estos huesos pueden pertenecer al mismo individuo. Se refirió a PSL 330203, una vértebra de la cola dañada. El fémur, con una longitud sin daños estimada en 35 centímetros, indica una longitud corporal de 2,5 a 3 metros. Algunos fósiles de España también fueron referidos al género, como el espécimen FSL 330202, que se estimó en 3,1 metros de largo, 90 kg y 98 cm de alto en las caderas, lo que hace Tarascosaurus uno de los abelisáuridos más pequeños.
En 2003, Oliver Rauhut concluyó que el propio Tarascosaurus también era un nomen dubium porque el material no era diagnóstico. Luego se lo vio como el único abelisáurido conocido del hemisferio norte, aparte de Betasuchus del Maastrichtiense de los Países Bajos. Sin embargo, en 2003 Ronan Allain et al. concluyó que el tipo carecía de rasgos únicos de abelisáurido. No obstante, dado que no existen pruebas sobre una conexión entre Laurasia y Gondwana en el Cretácico superior, es posible que estos restos no puedan ser atribuidos a esta familia, sino que representen un linaje independiente de ceratosaurios laurasiáticos.